# 利亞平齊
49°30′40″N 26°44′30″E / 49.51111°N 26.74167°E
利亞平齊（烏克蘭語：Ляпинці）是位於烏克蘭西部的村莊，由赫梅利尼茨基州裡赫梅利尼茨基區的黑奧斯特里夫市鎮負責管轄。該村面積0.6平方公里，海拔高度303米，2001年人口267，人口密度每平方公里445人。